# Via col vento (romanzo)
Via col vento (titolo orig. Gone with the Wind) è un romanzo della scrittrice americana Margaret Mitchell, pubblicato nel 1936. La storia è ambientata nella contea di Clayton e ad Atlanta, entrambe in Georgia, durante la Guerra Civile Americana e l'Era della Ricostruzione. Descrive le lotte della giovane Rossella la figlia viziata di un ricco proprietario di piantagioni, che deve usare ogni mezzo a sua disposizione per uscire dalla povertà dopo la distruttiva "Marcia verso il mare" del Generale Sherman. Opera di fiction storica, potente affresco del Sud sconfitto nella guerra di secessione, del quale assume il punto di vista, il suo titolo è tratto da un verso della poesia "Non Sum Qualis eram Bonae Sub Regno Cynarae", scritta da Ernest Dowson.
Unico romanzo dell'autrice, fu un immediato bestseller fin dalla sua uscita: vendette quasi 180.000 copie il primo mese, un milione in sei mesi, e rimase il libro più venduto negli USA nel 1936 e 1937, anno in cui vinse il Premio Pulitzer. Enormemente illustre ancor oggi in tutto il mondo, grazie anche al celeberrimo adattamento del 1939, l'omonimo colossal cinematografico diretto da Victor Fleming, uno dei più grandi film di sempre, il romanzo è stato assorbito nella cultura popolare americana. Tradotto in 37 lingue, Via col vento ha venduto oltre 30 milioni di copie, che lo rendono uno dei romanzi più venduti di tutti i tempi.
Gone with the Wind è un punto di riferimento controverso per i successivi scrittori del Sud, sia neri che bianchi. Gli studiosi delle Università americane vi fanno riferimento, lo interpretano e lo studiano nei loro scritti. Tentativo fin troppo riuscito di appoggiare i valori di un mondo scomparso durante la sanguinosa guerra civile, ammanta la storia con un alone mitico e indubbiamente romantico. Via col vento rappresenta la nostalgia per ciò che è perduto e la difficoltà di vivere la cruda realtà di ogni giorno, espressa e declinata nelle drammatiche vicende dei protagonisti e dei loro tormentati intrecci amorosi.

## Trama
Nel 1861 a Tara, in una piantagione di cotone nella contea di Clayton vicino ad Atlanta, nello Stato della Georgia, abita Rossella O'Hara, figlia sedicenne di Geraldo O'Hara, un ricco proprietario terriero. Rossella possiede un fascino così particolare da ammaliare tutti i giovani del luogo. Ma per lei sono solo flirt innocenti: lei è segretamente innamorata di Ashley Wilkes, il rampollo della piantagione Le Dodici Querce. La guerra di secessione americana è imminente. Rossella scopre che Ashley annuncerà il fidanzamento con la sua cugina di Atlanta Melania Hamilton.
Il padre si accorge dell'attaccamento di Rossella per Ashley e la mette in guardia sulla grande differenza tra loro due, ma Rossella non vuole ascoltarlo. Decide, allora, di confessare ad Ashley il suo amore: solo così lui si accorgerà che lei lo ama e potranno stare insieme.
Ashley è sempre in compagnia di Melania. Per dispetto, Rossella sfrutta il suo fascino per corteggiare tutti gli uomini, compreso Carlo Hamilton, il fratello di Melania. Rossella nota Rhett Butler, un rinnegato di Charleston che nessuno riceve per cattiva reputazione. Gli uomini si riuniscono per parlare di politica. Rhett non si fa problemi a dire la sua opinione. Il Sud vede la guerra solo come una questione morale e d'onore, ma non è organizzato a combattere e potrebbe perdere. Ashley vorrebbe evitare la guerra, perché crede nella pace.
Rossella confessa ad Ashley di amarlo, ma lui le dice che loro due sono troppo diversi. Rossella si è illusa sui sentimenti di Ashley, e si è umiliata confessandosi schiettamente e va su tutte le furie. Rhett Butler, che ha ascoltato tutto, confessa di ammirarla per il suo coraggio. In realtà l'interesse di Rossella per Ashley non è poi così segreto. Per smentire i pettegolezzi lei decide di sposare Carlo per far ingelosire Ashley.
La guerra ormai è dichiarata e tutti i giovani sono chiamati al fronte; il matrimonio di Ashley e Melania viene anticipato e anche Rossella affretta il suo. Carlo parte per la Carolina del Sud, ma dopo solo due mesi muore di polmonite. Così Rossella passa velocemente da moglie a vedova; è inoltre incinta. Dà alla luce Wade, ma la gravidanza non voluta e l'isolamento la portano in una fase di depressione. Melania la invita ad Atlanta e nonostante la odi, Rossella accetta poiché Atlanta offre molti svaghi. Nel 1862 va a vivere in casa di zia Pittypatt.
Ad Atlanta Rossella rifiuta di comportarsi come una vedova: vuole partecipare ad una festa di beneficenza nella speranza di divertirsi. Qui incontra Rhett Butler, che è considerato un eroe perché rischia la vita per forzare il blocco navale, ma non crede nella causa e capisce che non ci crede nemmeno lei. Rossella rimane positivamente colpita da Rhett, così sfacciato da risultare affascinante. Quando il dottor Meade invita gli uomini a "pagare" una donna per ballare, Rhett versa la somma più alta per Rossella.
Rhett viene a visitare Rossella tutti i giorni, riempiendola di regali. Ammira Melania e la considera una donna di buon cuore. Intanto nel 1863 l'Unione sconfigge l'esercito sudista a Gettysburg, in Pennsylvania. Nei giorni successivi vengono pubblicate liste sempre più numerose e dettagliate di nomi di morti. Ashley fortunatamente non compare. Gli ospedali di Atlanta iniziano a riempirsi di feriti, e sia Melania che Rossella danno una mano, anche se Rossella non lo fa con passione. Melania riceve i soldi di una prostituta, Bella Watling che vuole contribuire alla causa. Rossella capisce che Rhett Butler frequenta Bella.
Per Natale Ashley ottiene una licenza, ma il morale è mesto. Le navi dell'Unione hanno bloccato i porti. Ashley passa tutta la settimana con sua moglie e Rossella riesce a parlargli soltanto l'ultimo giorno. In questa occasione conosce un nuovo Ashley, affranto e disilluso sulle sorti della guerra, il quale chiede a Rossella di occuparsi di Melania qualora, come teme, il Sud dovesse perdere la guerra. Rossella scoppia in lacrime e dichiara di nuovo il suo amore per lui, e lo bacia. Melania è rimasta incinta, ma il suo fisico è troppo debole per reggere una gravidanza normale e il dottor Meade la obbliga a letto.
Nel 1864 i nordisti invadono la Georgia, puntando su Atlanta, che con la sua ferrovia è di fondamentale importanza. Per fermare l'avanzata del generale Sherman vengono impiegati anche ragazzi, vecchi e schiavi. Rossella scopre che i nordisti sono arrivati fino alla contea e vuole a tutti i costi tornare a casa, ma il dottor Meade glielo impedisce: Melania è troppo debole e vicina al parto. La città inizia a svuotarsi. Rossella pensa di aver fatto colpo su Rhett, ma lui le chiede di diventare la sua amante. L'esercito nordista è prossimo a invadere Atlanta. Melania deve partorire da sola, col solo aiuto di Rossella, e il figlio viene chiamato Beau. Ne esce molto debilitata ma devono abbandonare la città, dove vengono bruciati tutti i rifornimenti perché il nemico è in arrivo.
In città è rimasto Rhett che riesce a recuperare un carretto. Tuttavia, vedendo l'esercito sconfitto, Rhett ha un improvviso attacco di pietà e decide di partire per il fronte, dopo aver baciato Rossella. Ovunque c'è povertà e desolazione, Tara è in piedi, ma i campi sono bruciati, gli schiavi se ne sono andati, la mamma è morta di tifo, il padre è impazzito dal dolore e le sorelle sono malate. Rossella deve rimboccarsi le maniche e prendere il posto della mamma. Appena le sorelle si rimettono, le obbliga a seminare e raccogliere cotone insieme a lei. Una sera, di ritorno dalle Dodici Querce, ridotte a un cumulo di macerie, giura a sé stessa che non sarà più povera.
Tara inizia a rifiorire, non senza problemi: le sorelle, soprattutto Sùsele, e gli schiavi protestano per il duro lavoro. Rossella diventa col tempo sempre più dura perché tutto dipende da lei, e inizia a bere. Un giorno un soldato nordista arriva a Tara. Rossella, sola in casa, gli spara uccidendolo. Lei e Melania decidono di prendergli i soldi e seppellirlo senza dire niente. La famiglia sopravvive ad un'altra incursione dei nordisti, che bruciano i campi di cotone. Rossella e Melania riescono insieme a impedire che il fuoco divampi e a nascondere in tempo tutte le provviste di cibo.
Arriva l'estate del 1865, la guerra è finita, il Sud si è arreso. Rossella decide di piantare più cotone, e Melania di fare di Tara un ospedale di soccorso per i sopravvissuti di ritorno dal fronte. Arriva anche Franco Kennedy, che chiede la mano di Sùsele. Accolgono un soldato di nome Will Benteen che si ferma a lavorare. Ricevono una lettera di Ashley Wilkes, che dopo parecchio tempo riesce a tornare a casa.
Agli inizi del 1866 Rossella riceve una doppia delusione. La fine della guerra non porta alla pace ma a una situazione ancora peggiore, i profittatori sono i nuovi ricchi mentre loro sono in miseria, rischiando anche di perdere Tara a causa dell'aumento delle tasse. Ashley ammette di amarla però dice che non lascerà Melania e che il suo mondo è finito e lui non è in grado di sopravvivere e di adattarsi alla nuova situazione. Rossella va ad Atlanta e chiede un prestito in denaro a Rhett, fingendo di esserne innamorata, egli però intuisce il vero scopo e rifiuta di darle il denaro.
Il giorno stesso Rossella decide di conquistare Franco Kennedy, fidanzato di sua sorella, desiderandone il denaro senza amarlo. Mentendogli dice che la sorella ha sposato un altro e in due settimane lo sposa. Poi compra una segheria e inizia a commerciare legname, occupandosi da sola di gestire tutto e scatenando la disapprovazione della gente perché è molto brava nel suo lavoro e fa di tutto per arricchirsi. Anche altre famiglie creano nuove attività per sopravvivere. Nel mentre, la sua amicizia con Rhett si approfondisce, lui sostiene la sua iniziativa e lei si rende conto di quanto solo lui sia in grado di comprenderla. Rossella è incinta. Andare in giro da sola diventa pericoloso perché i neri liberati dalla schiavitù diventano violenti verso i bianchi.
Muore Gerald, il padre di Rossella. Sùsele aveva cercato di ingannarlo facendogli firmare una pace con i nordisti. Will sposa Sùsele, placa gli animi dei vicini e resta a gestire Tara facendola prosperare. Ashley vuole andarsene ma Rossella lo convince ad andare ad Atlanta con Melania per dirigere una segheria. Melania diventa punto di riferimento ad Atlanta.
Nasce la figlia di Franco e Rossella, Ella Lorena ("Le fu dato il nome di Ella Lorena; Ella per ricordo della nonna Elena, e Lorena perché era il nome più di moda per le bimbe, come Roberto Lee Stonwall Jackson per il maschietti; per i bimbi negri usavano i nomi di Abramo Lincoln e Emancipazione ", come viene scritto nella traduzione di Ada Salvatore ed Enrico Piceni). Rossella fa affari coi i nordisti e fa lavorare i carcerati e nessuno vuole più scortarla in giro per la città. Rossella viene aggredita, ma viene salvata da un suo ex schiavo. Scopre che suo marito Franco e Ashley fanno parte del Ku Klux Klan, Melania lo sapeva ma glielo aveva nascosto. Compiono un'azione per vendicare Rossella ma l'esercito li scopre e cerca di arrestarli. Rhett riesce a salvarli, aiutato da Bella Watling. Ashley resta ferito ma si salva, mentre Franco rimane ucciso e Rossella rimane vedova per la seconda volta.
Rhett chiede a Rossella di sposarlo e la bacia. Rossella accetta anche se è ancora innamorata di Ashley. Nonostante le intense emozioni provate, Rossella dice di non amare Rhett ma di volergli bene. I due si sposano tra la disapprovazione generale nel 1868, quando Bullock diventa governatore della Georgia. Melania difende Rossella dall'odio delle donne. Rhett e Rossella frequentano i repubblicani anche se li disprezzano e si allontanano dai vecchi amici.
Rhett e Rossella hanno una figlia, Eugenia Vittoria, chiamata Diletta, a cui Rhett si affeziona subito. Rossella decide di negarsi al marito per restare fedele ad Ashley. Rhett è un padre molto premuroso e attento, che si preoccupa per i figli, li ascolta e li protegge, soprattutto con Diletta. Per il bene della figlia decide di ottenere la simpatia delle famiglie della contea.
Rossella e Ashley parlano del passato e si abbracciano commossi. Lydia mette in giro la voce che tra i due ci sia una relazione. Melania difende Rossella. Rhett si ubriaca e confessa a Rossella che la ama, ma sa che Rossella è ancora innamorata di Ashley e questo lo fa soffrire tremendamente. Melania non crede che Rossella sia innamorata di Ashley e lei non può dirglielo. Rossella resta incinta di Rhett ma litigano, lei cade dalle scale, perde il bambino e rischia di morire.
Melania vede Rhett disperato per la malattia di Rossella. Rhett fa in modo che la moglie venda le sue segherie ad Ashley, e che i due discutano sulle loro diverse vedute. Nel 1871 Rhett contribuisce al ritorno al potere dei democratici. L'anno dopo Diletta ha quattro anni e viene molto viziata dal padre, che le insegna a cavalcare, ma la piccola ha un incidente a cavallo e muore. Rhett è distrutto e Melania prova a consolarlo.
Rossella si pente di aver abbandonato i vecchi amici. L'anno dopo Melania muore per un aborto e affida Ashley a Rossella. Ashley confessa il suo amore per Melania, Rossella si rende conto di aver amato un'illusione. Rossella si accorge di voler bene a Melania e di essere innamorata di Rhett. Dichiara il suo amore al marito, lui le confessa di averla amata moltissimo ma che questo amore è ormai finito. Rossella è convinta di riuscire a riconquistare Rhett, ripetendo un suo modo di vedere le cose difficili: dopotutto, "domani è un altro giorno". Il romanzo si conclude nel 1873 quando Rossella ha ventotto anni.

## Personaggi

### Personaggi principali
- Caterina Rossella O'Hara (Katie Scarlett O'Hara in originale), in alcune traduzioni Cathleen Rossella O'Hara, è la protagonista del romanzo. È la tipica Bella del Sud e viene descritta come una donna affascinante con i capelli scuri e gli occhi verdi, dapprima giocosi e maliziosi, in seguito freddi e alteri. All'inizio del romanzo Rossella è rappresentata come una ragazza ricca, viziata e capricciosa, invaghita del pacato Ashley Wilkes, e dotata di una forza di volontà senza pari. Si sposa per ben due volte, con due uomini che non ha mai amato, Carlo Hamilton e Franco Kennedy, il primo per dispetto verso Ahsley, il secondo per convenienza. I due uomini muoiono entrambi, il primo per una malattia contratta in guerra, il secondo durante una spedizione segreta. Rossella, impoverita dalla guerra, perde la gaiezza della gioventù e sviluppa un forte attaccamento al denaro. Determinata a salvare la sua piantagione e la sua famiglia dalla rovina economica, gestisce con pugno di ferro le sue proprietà, scandalizzando la società con il suo comportamento "inadatto a una signora". Sposa infine Rhett Butler, uomo ricco e scaltro che l'ha sempre corteggiata spudoratamente, che le dà una figlia, Diletta. La morte della piccola Diletta è seguita da quella della dolce Melania, moglie di Ashley, il quale confessa di aver sempre amato solo lei. Rossella capisce che quella per lui era un'infatuazione idealizzata con gli anni e di amare in realtà Rhett, che tuttavia si è stancato di lei e la lascia. Con la frase «Domani è un altro giorno», Rossella concretizza la sua trasformazione in una vera e propria eroina.
- Rhett Butler è uno scaltro e affascinante avventuriero, irriverente e con una pessima reputazione (infatti è stato messo al bando da Charleston). Durante la guerra Rhett diventa famoso per il suo lavoro come forzatore del blocco, nonostante lo faccia unicamente per profitto personale e continui a ribadire che per lui il Sud e la Confederazione non valgono nulla e non hanno speranza di vincere la guerra imminente. Si innamora di Rossella, ma allo stesso tempo non rinuncia a visitare il postribolo della cortigiana Bella Watling, anche dopo il suo matrimonio con la protagonista. Bella, infatti, lo ama sinceramente e lui trova in questo affetto una consolazione. Rhett e Rossella hanno una figlia, Diletta, a cui lui si affeziona molto. Dopo la morte di lei, Rhett quasi impazzisce dal dolore e la morte della bimba sancisce la fine del suo amore per Rossella. Infatti, la lascerà subito dopo la morte di Melania, che aveva stretto un saldo legame di amicizia con Rhett. Rossella si ripropone di riconquistarlo.
- George Ashley Wilkes è un amico d'infanzia di Rossella, la quale si innamora in seguito di lui. Anche Ashley è attratto da Rossella, ma preferisce sposare la propria cugina, la sensibile e affettuosa Melania Hamilton. Dopo la guerra, Ashley viene ospitato a Tara, ma è molto deluso dalla propria condizione, in quanto prova vergogna dall'essere mantenuto da una donna. Per riconquistare il proprio onore vuole lavorare in una banca al Nord, ma Rossella glielo impedisce, assumendolo come impiegato nella sua segheria; quando Lydia Wilkes, la signora Elsing e Archie li vedono abbracciati, prendono il gesto per una relazione adultera. Melania non ci crede, ma Rhett diventa terribilmente geloso. Dopo la morte di Melania, Ashley rivela a Rossella che non ha mai amato nessuno al di fuori di sua moglie e Rossella capisce che per lei l'uomo non ha mai nutrito nient'altro che desiderio fisico.
- Melania Hamilton (Melanie Hamilton) è la cugina di Ashley, successivamente sua moglie. Gentile, umile e altruista, Melania abita ad Atlanta e si affeziona subito a Rossella, non accorgendosi mai dell'odio bruciante che quest'ultima prova per lei. Melania rimane incinta di Ashley e partorisce il bambino, Beauregard (detto Beau), il giorno della caduta di Atlanta, quindi viene condotta a Tara da Rossella. Costretta a letto dopo il parto, dimostra grande coraggio quando riesce ad alzarsi dal letto per difendere Rossella da uno yankee, il che porta Rossella ad ammirarla. Tornata ad Atlanta, Melania sviluppa per Rossella un affetto profondissimo, tanto da cacciare Lydia Wilkes dalla sua casa per le insinuazioni da lei fatte sulla relazione tra Ashley e Rossella. Melania diventa amica anche di Rhett Butler, il quale la considera l'unica vera "gran signora" di sua conoscenza. Rimane nuovamente incinta di Ashley, ma abortisce e muore dopo aver ricordato a Rossella l'amore che Rhett prova per lei.

### Altri personaggi
- Elena O'Hara Robillard (Ellen O'Hara Robillard) è la madre di Rossella, di origine francese. Viene descritta come una donna alta, bella e dagli occhi neri, molto dolce e altruista, nonché la donna dalla quale effettivamente i servi prendono ordini, seppure tutti lascino credere al marito Geraldo di essere il capo di casa. Rossella vorrebbe essere come lei, ma ne è ben lungi. Elena veniva da Savannah, dove aveva conosciuto e amato un cugino, Filippo Robillard (Philippe Robilliard), che era poi morto spezzandole il cuore. In seguito aveva deciso di sposare Geraldo O'Hara. Elena si ammala di tifo durante la guerra, e muore poco prima che Rossella ritorni a Tara, pronunciando il nome: "Filippo". La morte di Elena ha forti ripercussioni sulla mente di Geraldo.
- Geraldo O'Hara (Gerald O'Hara) è l'impetuoso padre irlandese di Rossella, che è la sua figlia prediletta. Rossella gli vuole molto bene, e i due nascondono le proprie "malefatte" a Mami e a Elena. Morta Elena, Geraldo perde il senno, credendo che sua moglie sia ancora viva e passa il resto della sua vita ad aspettarla, ricordandosi solo a volte, e poi ridimenticando, che la donna che ha amato è morta. Sùsele approfitta dell'infermità mentale del padre per fargli firmare un documento che lo riconoscerebbe come simpatizzante dell'Unione ma lui si accorge dell'inganno e dopo aver rimbrottato Sùsele, se ne va. Sulla strada di casa inciampa col cavallo in una barriera, cadendo e spezzandosi il collo.
- Mami (Mammy) è la schiava con ruolo di bambinaia di Elena prima e delle sue figlie poi. Definita come una donna molto grassa e severa, vuole molto bene a Rossella, che considera la sua piccina, ma che castiga in continuazione per il suo comportamento scorretto. Spesso Mami inizia le sue ramanzine con "E avere detto e ridetto...". Verso la fine del romanzo comincia a soffrire di reumatismi. Dopo averlo inizialmente disprezzato, comincia a stimare Rhett Butler vedendo quanto ama la sua bambina.
- Susanna Eleonora "Sùsele" O'Hara (Susan Elinor "Suellen" O'Hara) è la sorella di Rossella, vanitosa ed egocentrica per cui Rossella non le ha mai voluto bene, anzi vorrebbe schiaffeggiarla in ogni momento. Sùsele ha avuto una lunga relazione con Franco Kennedy, interrotta quando Rossella lo sposa dopo avergli detto che Sùsele avrebbe sposato uno dei fratelli Fontaine. Sùsele è involontariamente la causa della morte di Geraldo. Si sposa con Will Benteen.
- Carolina Irene "Caroline" (Caroline Irene "Carren" O'Hara) è la sorella più piccola di Rossella. Rossella le vuole più bene che a Sùsele, ma la ritiene troppo debole e fiacca, romantica e sdolcinata. Dopo la morte del suo spasimante Brent Tarleton, si chiude in sé stessa e decide di entrare in un convento.
- Will Benteen è un soldato che Rossella accoglie a Tara. Diventano molto amici, e Will, dopo aver sposato Sùsele (pur amando Caroline), diventa il nuovo padrone di Tara. Will sembra sapere che Rossella ama Ashley. È taciturno e di poche parole, ma molto saggio.
- Lydia Wilkes (India Wilkes) è la sorella di Ashley. Quando Rossella le ruba lo spasimante, Stuart Tarleton, comincia a odiarla. Successivamente, la accusa di tradire Rhett per Ashley. Melania non le crede e taglia i rapporti con lei. Lydia è una donna fredda e poco attraente, che disprezza chiunque non sia nato lungo la Costa Est della Confederazione.
- Carlo Hamilton (Charles Hamilton) è il timido fratello di Melania. Inizialmente promesso sposo di Gioia Wilkes, si invaghisce di Rossella e la sposa. Muore di polmonite in guerra. Lui e Rossella hanno un figlio, Wade Hampton Hamilton.
- Franco Kennedy (Frank) è lo spasimante di Sùsele. Gestisce un negozio e anche una segheria. Rossella lo seduce per poter pagare le tasse di Tara e i due si sposano, avendo poi una figlia Ella Lorena (Ella in onore di Elena mentre Lorena era all'epoca il nome più usato per le femmine). Franco è anche membro del Ku Klux Klan e viene ucciso durante una spedizione.
- Eugenia Vittoria "Diletta" Butler (Eugenie Victoria "Bonnie" Butler) è la viziata figlia di Rhett e Rossella. Impara a cavalcare e muore all'età di sei anni per una caduta da cavallo.
- Bella Watling (Belle) è una prostituta di Atlanta, che ha frequenti rapporti con Rhett Butler, del quale è sinceramente innamorata. Scagiona Ashley quando viene accusato di far parte del Ku Klux Klan, per fare un favore a Melania, la quale anni prima aveva accettato di dare il suo denaro "sporco" all'ospedale.
- Gioia Wilkes (Honey) è un'altra sorella di Ashley, chiamata così perché si rivolge con quest'espressione (per l'appunto la gioia, mentre in inglese honey è sinonimo di dolcezza) a tutti gli schiavi del padre, John Wilkes, che muore in guerra squarciato da una granata. Gioia si sposa con un soldato dopo la fine della guerra anche se la loro unione non è ben vista da parte di Lydia.
- Giona Wilkerson (Jonas), nordista e sorvegliante di Tara diventa l'amante di Emma Slattery (Emmie), e avendola ingravidata viene licenziato dagli O'Hara. Il figlio che avrà da Emma morirà appena nato. Dopo la guerra i due, adesso marito e moglie, tenteranno invano di comprare Tara.
- Vicino alla piantagione di Tara abitano Beatrice Tarleton (/ˈbiː(ə)trɪs/ in inglese, [beaˈtriːtʃe] in italiano, in alcune traduzioni Beetris) con suo marito Giacomo (Jim) e i suoi otto figli Brent, Stuart, Tom, Boyd (tutti morti in guerra), Etta (Hetty), Camilla, Miranda e Bettina (Betsy). Abitano anche i Fontaine, Joe (morto in guerra), Alex e Toni (Tony), che è dovuto fuggire in Texas dopo aver ucciso Giona Wilkerson. C'è poi la nonna Fontaine e la cinquantenne signorina Fontaine. Ci sono poi le due sorelle Dimity e Sally Munroe, che sposa prima Joe e poi Alex Fontaine. Il loro fratello, Lafayette Munroe, muore in guerra. Ci sono poi i tre fratelli Calvert, Roberto (Raiford, che muore in guerra), Cade e Catina (Cathleen), che sposa un nordista.
- Sarah "Pittypat" Hamilton è la grassa zia di Carlo e Melania, che si affeziona a Rossella. Non può soffrire suo fratello, lo Zio Enrico (Henry). È descritta come una zitella frivola e sciocca, con la tendenza a spettegolare. Il suo cocchiere nero è chiamato Zio Pietro (Peter).
- Ad Atlanta vi sono la signora Dolly Merrywether, con sua figlia Maribella (Maybelle) sposata col soldato Renato Picard (René), il dottor Meade con la moglie e i due figli deceduti Phil e Darcy, la signora Elsing, con sua figlia Fanny e suo figlio Ugo (Hugh), le due sorelle McLure, l'anziana signora Withing e Baldo (Archie) che dopo la fine della guerra viene ospitato a casa da Melania e inizia a fare da conducente alla carrozza di Rossella dopo la nascita di Ella Lorena.

## Opere derivate
Nel 1939 il romanzo della Mitchell è stato trasposto sullo schermo nel film Via col vento di Victor Fleming, con Vivien Leigh e Clark Gable, diventando uno dei film più famosi della storia del cinema di tutti i tempi.
Nel 1991 la scrittrice Alexandra Ripley ha scritto Rossella, un possibile seguito di Via col vento. Dal romanzo è stata tratta nel 1994 una miniserie televisiva con Joanne Whalley-Kilmer, Timothy Dalton e Sean Bean.
Nel 2008 lo scrittore Donald McCaig ha scritto Il mondo di Rhett. Il ritorno di Via col vento, la storia narrata dal punto di vista di Rhett. Lo scrittore è stato scelto proprio dai discendenti della Mitchell per dare un seguito e una conclusione a Via col vento.

## Edizioni italiane
La prima, storica traduzione italiana, sempre ristampata con minime modifiche da Mondadori, italianizza gran parte dei nomi di personaggi, istituzioni e toponimi, così come fatto in seguito nella prima edizione italiana del film. Nel gennaio 2020 è pubblicata una nuova versione integrale da Neri Pozza, che ripristina i nomi originali, ricreando anche la parlata degli schiavi.
- Via col vento, traduzione di Ada Salvatore ed Enrico Piceni, Milano, Arnoldo Mondadori Editore, dicembre 1937-2019.
- Via col vento, traduzione di Annamaria Biavasco e Valentina Guani, Introduzione di Mariarosa Mancuso, Collana I Narratori delle Tavole, Vicenza, Neri Pozza, 2020, ISBN 978-88-545-2026-4.
- Via col vento, traduzione di Francesco Vitellini, I grandi capolavori, Santarcangelo di Romagna (RN), Rusconi Libri, ottobre 2020, ISBN 978-88-18-03609-1.
- Via col vento. Il regno del cotone, traduzione di Paola Mazzarelli, vol. 1, Roma, Carlo Gallucci Editore, 1º marzo 2024, ISBN 979-1222105666.
- Via col vento. Fine di un mondo, traduzione di Paola Mazzarelli, vol. 2, Roma, Carlo Gallucci Editore, 1º marzo 2024, ISBN 979-1222105673.
- Via col vento. Fuoco e ceneri, traduzione di Paola Mazzarelli, vol. 3, Roma, Carlo Gallucci Editore, 1º marzo 2024, ISBN 979-1222105680.
- Via col vento. Riscatto, traduzione di Paola Mazzarelli, vol. 4, Roma, Carlo Gallucci Editore, 1º marzo 2024, ISBN 979-1222101033.
- Via col vento. Domani è un altro giorno, traduzione di Paola Mazzarelli, vol. 5, Roma, Carlo Gallucci Editore, 1º marzo 2024, ISBN 979-1222103112.